# Siyyan Himar

Siyyan Himar ou Rocher Moulhele é um par de pequenas ilhas, a cerca de 100 m uma da outra e elevando-se a  apenas 1,8 m acima do nível do mar, situado a cerca de 3,8 km da costa da Djibuti e a 4,4 km a nordeste da península de Siyyan, no estreito de Babelmândebe (entre o mar Vermelho e o golfo de Adem).  As ilhas consistem numa crista elevada de um recife de coral fossilizado.